# Праведники народів світу в Житомирі
Праведники народів світу в Житомирі — неєвреї Житомира, які ризикували життям під час Голокосту заради порятунку євреїв від знищення нацистами.

## Звання Праведника народів світу
Праведник народів світу — почесне звання, започатковане ізраїльським національним меморіалом Катастрофи (Голокосту) та Героїзму Яд Вашем як данину поваги представникам інших національностей, які у часи Другої світової війни ризикували власним життям заради порятунку євреїв. Присвоєння цього звання розпочалося 1963 р. Звання надає незалежна громадська Комісія, яку очолює член Верховного суду Ізраїлю. Станом на 1 січня 2018 р. його отримало 26 973 особи. Україна за кількістю Праведників народів світу, які здійснили свій подвиг на її території, посідає четверте місце у світі.

## Нацистська окупація Житомира
Гітлерівські війська окупували Житомир 9 липня 1941 р. Після оприлюднення 20 серпня 1941 р. указу Гітлера про створення Райхскомісаріату Україна Житомирська, Вінницька області УРСР та південна частина Поліської області Білоруської РСР увійшли до складу генеральної округи Житомир. Місто Житомир стало центром цієї адміністративно-територіальної одиниці. Адміністрацію округи спочатку очолив урядовий комісар Клем, а з кінця літа 1942 р. бригадефюрер СС Ернст Лейзер. Під час Київської наступальної операції 13 листопада 1943 р. місто було звільнене. Через тиждень, у результаті контрудару гітлерівських військ, 20 листопада частини Червоної армії відійшли з обласного центру. Остаточно Житомир звільнили 31 грудня 1943 р. під час Житомирсько-Бердичівської операції.

## Голокост у Житомирі
Відповідно до перепису населення 1939 р., на території Житомирської області мешкало 125 007 євреїв, що складало 7,4 % від загальної чисельності її мешканців. Євреї проживали переважно у міських поселеннях, зокрема 29 053 осіб — власне в Житомирі. Ці дані не враховують євреїв, які до 1939 року були громадянами Польщі, та євреїв, які прибули до міста напередодні нацистської окупації як біженці із західних областей УРСР. Перший випадок знищення євреїв Житомира зафіксовано 19 липня 1941 р. Цього дня було розстріляно сто осіб, яких звинуватили у «навмисних підпалах житлового фонду міста». Потім масові вбивства євреїв із певною періодичністю тривали до звільнення міста.
Дослідниця Венді Лауер вважає, що ліквідацію євреїв на території генеральної округи Житомир можна розділити на два етапи: «Перший співпадав з періодом військової окупації з липня до жовтня 1941 р., коли Вермахт і ліквідаційні команди СС зайняли регіон і встановили адміністративну основу для політики геноциду в Україні та інших частинах СРСР. Другий період розпочався у листопаді 1941 р., коли цивільна адміністрація […] взяла на себе керівництво „остаточним рішенням“».
У роботах інших закордонних і вітчизняних істориків така жорстка хронологічна «прив'язка» відсутня. На відміну від багатьох населених пунктів Райхскомісаріату Україна, у Житомирі акції зі знищення євреїв «розтяглися» у часі на весь період окупації міста. Перші розстріли євреїв німецька окупаційна адміністрація «обґрунтовувала» або «підпалами» будівель, або причетністю розстріляних до «дій радянської влади та її репресивного апарату». На перших етапах окупації євреїв розстрілювали разом із комуністами. На початку окупації у місті, в районі р. Кам'янки, неподалік від Чуднівського мосту, було створене гетто. Згодом розпочалося поступове знищення єврейського населення. Розстріли у Житомирі найчастіше відбувалися в одному кілометрі від міста у лісі біля хутора Довжик, а також у північно-західному передмісті неподалік від військового училища. Розстріли найчастіше проводилися спеціальними гітлерівськими підрозділами. Місцеві поліційні команди виконували різні допоміжні функції. Останнє знищення зафіксовано наприкінці літа 1943 р. Тоді було розстріляно групу євреїв-ремісників. Знищення євреїв–військовослужбовців Червоної армії також відбувалось у концтаборі, який функціонував у західному передмісті Житомира, у період із 15 вересня 1941 по 26 листопада 1943 р. Точна кількість євреїв, які загинули під час Голокосту у Житомирі, невідома. Історик Олександр Круглов називає єдину для міст Житомира та Бердичева цифру — близько 24 тис. Німецький дослідник Леонід Коган вважає, що в цей період загинуло від 10 до 12 тис. житомирських євреїв.

## Порятунок євреїв мешканцями Житомира
Одночасно з розгортанням політики тотального винищення євреїв фіксуються непоодинокі спроби їхнього порятунку місцевим населенням. Станом на 1 січня 2018 р. Праведниками народів світу було визнано 211 мешканців Житомирської області, з них 29 здійснили свій подвиг у м. Житомирі.
Участь у порятунку брали люди різних національностей. Наприклад, зафіксовано випадок порятунку змішаною родиною, у якій чоловік був німцем, а дружина українкою.
Василь Мейєр:
Німець за походженням, мешкав у Житомирі разом зі своєю дружиною-українкою Анастасією. До війни по сусідству з ними жила єврейська родина на прізвище Гріпс. […] [Під час масових розстрілів] Гітля Гріпс та її маленький син Леонід були серед євреїв, які останніми прибули до розстрільних ям. Усього за декілька секунд до того, як пролунали постріли, Гітля штовхнула свого сина в яму й сама впала туди, встигнувши зробити це до того, як їх наздогнали кулі. Вночі мати й син, у крові, вибралися з-під мертвих тіл. Гітля помітила, що її сина поранено у ногу, і тому вирішила разом із ним повернутися назад до Житомира, де вони попрямували до будинку родини Мейєрів. Мейєри переховували Гітлю та її сина у своєму будинку декілька тижнів, доки рана Леоніда не загоїлася.
У деяких випадках для порятунку використовували допомогу своїх родичів та друзів, які мешкали за межами Житомира та Житомирської області. Таким чином було врятовано членів сім'ї Рушайло, які ховались у місцевих мешканців Києва та Житомира.
Часом у рятуванні брали участь усі члени родини. Прикладом може слугувати історія порятунку родини Леманів, який був заслугою родини Шимановських, що складалася з п'яти осіб (їх усіх пізніше було визнано Праведниками народів світу).
У переважній більшості випадків євреїв рятували їхні друзі, знайомі, сусіди.
Павло Стецюк:
Жив зі своєю дружиною Ксенією та донькою у Житомирі. Протягом багатьох років він працював начальником відділу з реєстрації населення і тому був знайомим із багатьма мешканцями міста. Серед його сусідів була єврейська родина Блюменфельдів. […] 21 вересня 1941 року німці та місцева поліція оточили гетто. У сум'ятті декільком євреям вдалося втекти. Одним із них був дванадцятирічний Моше. Втікши з гетто, він відправився до себе додому, де зіткнувся з Павлом Стецюком. Павло взяв хлопчика до себе додому і сховав його. Коли Моше вирішив рушити на пошук своєї родини, Павло переконав його не ризикувати і не залишати укриття, оскільки шанси знайти родичів живими були дуже малими. Пізніше стало відомо, що мати й молодші брат та сестра Моше дійсно загинули того страшного дня у вересні. Павло та його дружина Ксенія переховували Моше у підвалі їхнього будинку й турбувалися про нього до червня 1942 року. Їм допомагала сусідка і подруга Ксенія Кравченко.
Іноді мотивом рятування було бажання віддячити за допомогу, яку євреї раніше надавали неєврейським сусідам.
Показовою є історія 15-річного Єфима Рушайла: він знайшов прихисток у церковного сторожа Семена Мальчевського, родину якого на початку 1930-х років врятував від голоду батько Єфима Мойсей.

## Імена Праведників народів світу
Список Праведників народів світу з м. Житомир
| Прізвище, ім'я                 | Дата присудження звання | Шифр справи у Яд Вашем |
| ------------------------------ | ----------------------- | ---------------------- |
| Бурковський Мартин             | 2014                    | М.31.2/12827           |
| Варваріна Антоніна             | 2001                    | М.31.2/9481            |
| Данильчук Дар'я                | 2001                    | М.31.2/9432            |
| Донченко Марія                 | 1995                    | М.31.2/6729            |
| Зайчук Микола                  | 1995                    | М.31.2/6729            |
| Зайчук Надія                   | 1995                    | М.31.2/6729            |
| Кравченко Надія                | 2001                    | М.31.2/9432            |
| Максимова (Пономарьова) Емілія | 2002                    | М.31.2/9833            |
| Малішевська Віра               | 2009                    | М.31.2/11604           |
| Мальчевський Семен             | 1998                    | М.31.2/8010            |
| Мейєр Анастасія                | 1998                    | М.31.2/8198            |
| Мейєр Василь                   | 1998                    | М.31.2/8198            |
| Митрофанов Олександр           | 1999                    | М.31.2/8735            |
| Митрофанова Віра               | 1999                    | М.31.2/8735            |
| Пономарьов Михайло             | 2002                    | М.31.2/9833            |
| Пономарьова Марія              | 2002                    | М.31.2/9833            |
| Репіна (Полоз) Марія           | 1998                    | М.31.2/8100            |
| Романова (Репіна) Тамара       | 1998                    | М.31.2/8100            |
| Романчук Василь                | 2002                    | М.31.2/6298            |
| Романчук Віра                  | 2002                    | М.31.2/6298            |
| Соколова (Репіна) Валентина    | 1998                    | М.31.2/8100            |
| Стецюк Оксана                  | 2002                    | М.31.2/9595            |
| Стецюк Павло                   | 2002                    | М.31.2/9595            |
| Шимановська Лідія              | 2004                    | М.31.2/10372           |
| Шимановська Раїса              | 2004                    | М.31.2/10372           |
| Шимановський Анатолій          | 2004                    | М.31.2/10372           |
| Шимановський Борис             | 2004                    | М.31.2/10372           |
| Шимановський Петро             | 2004                    | М.31.2/10372           |
| Щеніовська Валентина           | 1996                    | М.31.2/7020            |

Кількість присудження звання Праведника народів світу мешканцям Житомиру за роками
| Рік  | Кількість | Рік  | Кількість | Рік  | Кількість |
| ---- | --------- | ---- | --------- | ---- | --------- |
| 1995 | 3         | 1999 | 2         | 2004 | 5         |
| 1996 | 1         | 2001 | 3         | 2009 | 1         |
| 1998 | 6         | 2002 | 7         | 2014 | 1         |